# Eria graminea
Eria graminea är en orkidéart som beskrevs av Henry Nicholas Ridley. Eria graminea ingår i släktet Eria och familjen orkidéer. Inga underarter finns listade i Catalogue of Life.